# Fuerza Guerrera

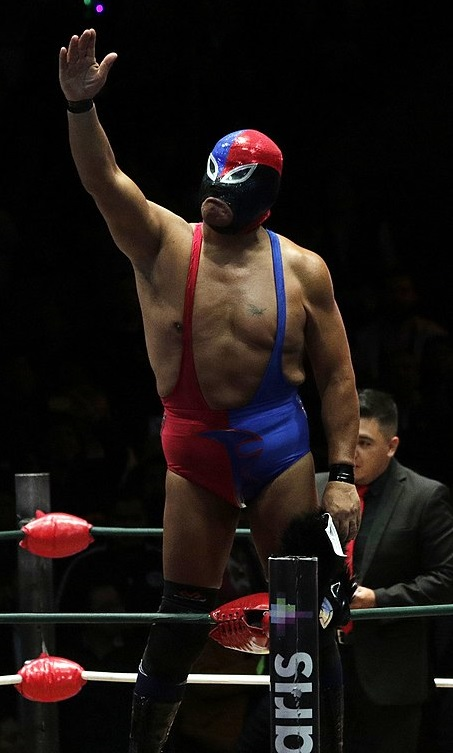
Fuerza Guerrera no ringue

Fuerza Guerrera (Cidade do México, 13 de dezembro de 1953) é um lutador mexicano de wrestling profissional e lucha libre. Guerrera fez sua estreia em 1977 e lutou por todas as grandes promoções locais, como Consejo Mundial de Lucha Libre (CMLL), Asistencia Asesoría y Administración (AAA), Universal Wrestling Association (UWA), World Wrestling Association (WWA) e International Wrestling Revolution Group (IWRG). Seu nome de nascimento é desconhecido, sendo que somente seu sobrenome foi tornado público.